# AP1000

Комп'ютерне зображення AP1000

AP1000 це проєкт атомної електростанції розроблений та впровадений Westinghouse Electric Company. Станція являє собою водно-водяний ядерний реактор з покращеним використанням пасивних засобів безпеки та багато нововведень спрямованих на зниження капітальних витрат та покращення її економіки.
Свою історію дизайн веде від дизайну System 80, який вироблявся в різних місцях по всьому світу. Подальший розвиток System 80 спочатку привів до концепції AP600 з меншою потужністю від 600 до 700 МВт, але це викликало обмежений інтерес. Для того, щоб конкурувати з іншими проєктами, які збільшувалися в розмірі з метою покращення капітальних витрат, дизайн знову з'явився як AP1000 і знайшов ряд переваг у цьому більшому розмірі.
Зараз шість AP1000 знаходяться в експлуатації або будуються. Чотири розташовані на двох майданчиках у Китаї, дві на атомній електростанції Саньмень і дві на атомній електростанції Хайян. Два з них будуються на електричній станції Воґтль у США. Станом на 2019 рік усі чотири китайські реактори були завершені та підключені до мережі. Будівництво Воґтль зазнавало численних затримок, і тепер очікується, що 3-й блок буде завершено у 2022 році. Перевитрати на Воґтль та АЕС Вірдил Саммер призвело до банкрутства Westinghouse у 2017 році. Будівництво двох реакторів на атомній станції Вірджил Саммер було скасовано у 2017 році після банкрутства Westinghouse.
Станом на липень 2021 року Китай є єдиним оператором цього реактора, який наразі розробляє вдосконалені версії та володіє їхніми патентними правами. Перший AP1000 почав працювати в Китаї в Санмен, де блок 1 став першим AP1000, який досяг критичного стану в червні 2018 року, і був підключений до мережі наступного місяця. Подальші збірки в Китаї будуть базуватися на модифікованому дизайні CAP1400.

## Історія

### Попередня робота
Дизайн AP1000 веде свою історію з двох попередніх дизайнів, AP600 і System 80.
Конструкція System 80 була створена компанією Combustion Engineering і включала двоконтурну систему охолодження з одним парогенератором у поєднанні з двома насосами теплоносія реактора в кожному контурі, що робить її простішою та дешевшою, ніж системи, які поєднують один насос теплоносія реактора з парогенератором в кожному з двох, трьох або чотирьох контурів. Три завершені реактори в США та ще чотири в Південній Кореї зробили його найуспішнішим проєктом покоління II+.
ABB Group купила Combustion Engineering у 1990 році і представила System 80+ із рядом змін у дизайні та покращенням безпеки. У рамках серії злиттів, купівель та відчуження компанією АББ у 2000 році конструкцію придбала компанія Westinghouse Electric Company, яку в 1999 році придбала компанія British Nuclear Fuels Ltd (BNFL).
Протягом 1990-х років Westinghouse працював над новим проєктом, відомим як AP600, з проєктною потужністю близько 600 МВт. Це було частиною програми розширеного легководного реактора Міністерства енергетики Сполучених Штатів, яка працювала над серією проєктів реакторів третього покоління. На відміну від конструкцій Покоління II, AP600 був набагато простішим із величезним скороченням загальної кількості деталей, особливо насосів. Він також був пасивно безпечним, що є ключовою особливістю проєктів Gen III.
AP600 був у меншій частині шкали реакторів. Періодично вводяться в експлуатацію менші установки, тому що їх можна використовувати на різноманітних ринках, де більший реактор просто занадто потужний, щоб обслуговувати місцевий ринок. Недоліком таких конструкцій є те, що час будівництва, а отже, і вартість, не відрізняються суттєво порівняно з більшими конструкціями, тому ці менші конструкції часто мають менш привабливу економіку. AP600 вирішив це за допомогою модульної конструкції та мав на меті перейти від першого бетону до завантаження палива за 36 місяців. Незважаючи на ці привабливі характеристики, Westinghouse не мав продажів AP600.
Після придбання компанії компанією BNFL і її злиття з ABB, дизайн, що поєднує в собі функції System 80+ і AP600, почався як AP1000. У свою чергу BNFL продала Westinghouse Electric компанії Toshiba у 2005 році.

### AP1000
У грудні 2005 року Комісія з ядерного регулювання (Nuclear Regulatory Commission, NRC) схвалила остаточну сертифікацію проєкту для AP1000. Це означало, що потенційні будівельники в США могли подати заявку на комбіновану ліцензію на будівництво та експлуатацію до початку будівництва, дійсність якої залежить від того, чи станцію буде побудовано за проєктом, і що кожен AP1000 має бути ідентичним. Його конструкція є першим реактором покоління III+, який отримав остаточне схвалення проєкту від NRC. У 2008 році Китай почав будувати чотири одиниці AP1000 дизайну 2005 року.
У грудні 2011 року NRC схвалив будівництво першої в США станції з використанням цього проєкту. 9 лютого 2012 року NRC схвалила будівництво двох нових реакторів.
У 2016 і 2017 роках перевищення витрат на будівництво станцій AP1000 у США змусило власника Westinghouse Toshiba списати свої інвестиції в Westinghouse на «кілька мільярдів» доларів. 14 лютого 2017 року Toshiba затримала подання фінансових результатів, і голова Toshiba Шігенорі Шига, колишній голова Westinghouse, пішов у відставку. 24 березня 2017 року Toshiba оголосила, що Westinghouse Electric Company подасть заяву про банкрутство згідно з розділом 11 через збитки в розмірі 9 мільярдів доларів США від проєктів будівництва ядерних реакторів, які можуть вплинути на майбутнє AP1000. У серпні 2018 року компанія Westinghouse вийшла з банкрутства.
| Дата                 | Віха                                                                   |
| -------------------- | ---------------------------------------------------------------------- |
| 27 січня 2006 року   | NRC видає остаточне правило сертифікації проєкту (DCR)                 |
| 10 березня 2006 року | NRC випускає переглянуту версію FDA для версії 15 проєкту Westinghouse |
| 26 травня 2007 року  | Westinghouse подає заявку на внесення змін до DCR (Редакція 16)        |
| 22 вересня 2008 року | Westinghouse оновив свою програму                                      |
| 14 жовтня 2008 року  | Westinghouse надає виправлений набір для Редакції 17 проєкту           |
| 1 грудня 2010 року   | Westinghouse представляє Редакцію 18 проєкту                           |
| 13 червня 2011 року  | Westinghouse представляє Редакцію 19 проєкту                           |
| 30 грудня 2011 року  | NRC видає остаточне правило про поправку до DC                         |
| 21 вересня 2018 року | Введення в експлуатацію першого AP1000 на станції Саньмень             |

## Специфікації конструкції
AP1000 — це реактор з водою під тиском з двома контурами охолодження, з проєктним виробництвом чистої вихідної потужності 1117 MWe. Це еволюційне вдосконалення AP600, по суті, потужніша модель із приблизно такою ж площею.
Мета проєкту полягала в тому, щоб бути менш дорогим у будівництві, ніж інші конструкції реакторів Покоління III, як за рахунок використання існуючої технології, так і за рахунок потреби менше обладнання, ніж конкуруючі конструкції, які мають три або чотири контури охолодження. Конструкція зменшує кількість компонентів, включаючи труби, дроти та клапани. Стандартизація та типове ліцензування також повинні допомогти скоротити час і вартість будівництва. Завдяки своїй спрощеній конструкції порівняно з PWR покоління Westinghouse II, AP1000 має:
- 50 % менше запобіжних клапанів
- 35 % менше насосів
- 80 % менше трубопроводів, пов'язаних із безпекою
- 85 % менше кабелю керування
- 45 % менший сейсмічний об'єм будівлі

Конструкція AP1000 є значно компактнішою у використанні землі, ніж більшість існуючих PWR, і використовує менше п'ятої частини бетону та арматури старих конструкцій. При проєктуванні установок використовувалася імовірнісна оцінка ризику. Це дозволило мінімізувати ризики та розрахувати загальну безпеку станції. За даними NRC, блоки будуть на порядки безпечнішими, ніж ті, що були в останньому дослідженні NUREG-1150. AP1000 має максимальну частоту пошкодження ядра 5,09 × 10−7 на блок на рік. Відпрацьоване паливо, вироблене AP1000, може зберігатися у воді на заводі необмежений час. Старе відпрацьоване паливо також може зберігатися в надземних сухих контейнерних сховищах так само, як діючий парк енергетичних реакторів США.
Енергетичні реактори цього загального типу продовжують виробляти тепло з продуктів радіоактивного розпаду навіть після зупинки основної реакції, тому необхідно відводити це тепло, щоб уникнути розплавлення активної зони реактора. У AP1000 пасивна система охолодження активної зони Westinghouse використовує резервуар з водою, розташований над реактором. Коли активується пасивна система охолодження, вода самопливом надходить у верхню частину реактора, де випаровується для видалення тепла. У системі використовуються кілька клапанів з вибуховим приводом і постійним струмом, які повинні спрацювати протягом перших 30 хвилин. Це розраховано на те, щоб статися, навіть якщо оператори реактора не вживуть жодних заходів. Електрична система, необхідна для запуску пасивних систем, не залежить від зовнішньої чи дизельної енергії, а клапани не залежать від гідравлічних чи систем стисненого повітря. Конструкція призначена для пасивного відводу тепла протягом 72 годин, після чого його резервуар для дренажної води повинен бути доповнений на стільки, скільки буде потрібно охолодження.
Редакція 15 конструкції AP1000 має незвичайну структуру захисної оболонки, яка отримала схвалення NRC після звіту про оцінку безпеки, і правил сертифікації дизайну. Редакції 17, 18 і 19 також були схвалені.

## Критика проєкту
У квітні 2010 року деякі екологічні організації закликали NRC дослідити можливі обмеження в конструкції реактора AP1000. Ці групи звернулися до трьох федеральних відомств із проханням призупинити процес ліцензування, оскільки вони вважали, що захисна оболонка в новому проєкті слабша, ніж в існуючих реакторів.
У квітні 2010 року Арнольд Ґундерсен, інженер-ядерник, якого замовили кілька антиядерних груп, опублікував звіт, у якому досліджував небезпеку, пов'язану з можливим іржавінням сталевого лайнера захисної конструкції. У конструкції AP1000 обшивка та бетон розділені, і якщо сталь проржавіє наскрізь, за словами Гундерсена, «за нею немає резервного захисту». За словами Ґундерсена, якщо купол проіржавіє через конструкцію, радіоактивні забруднювачі будуть викидатися, і станція «може доставити населенню дозу радіації, яка в 10 разів перевищує ліміт N.R.C.». Вон Гілберт, речник Westinghouse, заперечив оцінку Ґундерсена, заявивши, що сталевий контейнер AP1000 у три з половиною-п'ять разів товщі, ніж вкладиші, які використовуються в поточних конструкціях, і що корозія буде легко помітна під час планової перевірки.
Едвін Лайман, старший науковий співробітник Союзу стурбованих вчених, поставив під сумнів конкретні економічні рішення, зроблені як для AP1000, так і для ESBWR, іншої нової конструкції. Лайман стурбований міцністю сталевої захисної оболонки та бетонної щитової будівлі навколо AP1000, стверджуючи, що її захисна оболонка не має достатнього запасу міцності.
Джон Ма, старший інженер-конструктор NRC, процитував свою позицію щодо ядерного реактора AP1000.

У 2009 році NRC внесла зміни в безпеку, пов'язані з подіями 11 вересня, постановивши, що всі станції повинні бути сконструйовані таким чином, щоб витримувати пряме попадання літака. Щоб задовольнити нові вимоги, Westinghouse заклав бетонні стіни будівель AP1000 у сталеві пластини. Минулого року Ма, член NRC з моменту її створення в 1974 році, подав першу у своїй кар'єрі незгоду щодо «незгоди» після того, як NRC схвалила проєкт. У ньому Ма стверджує, що деякі частини сталевої оболонки настільки крихкі, що «енергія удару» від удару літака або штормового снаряда може розбити стіну. Команда інженерних експертів, найнята Westinghouse, не погодилася…

У 2010 році, після початкових побоювань Ма, NRC поставив під сумнів довговічність оригінальної конструкції щита реактора AP1000 перед обличчям серйозних зовнішніх подій, таких як землетруси, урагани та зіткнення літаків. У відповідь на ці занепокоєння Westinghouse підготував модифікований проєкт. Цей модифікований дизайн задовольнив NRC, за винятком Ма, отже, «незбіг». На відміну від рішення NRC, Ма вважав, що комп'ютерні коди, використані для аналізу модифікованого дизайну, були недостатньо точними, а деякі використані матеріали були надто крихкими.
Американський інженер-консультант також розкритикував конструкцію захисної оболонки AP1000, стверджуючи, що в разі проектної аварії може вивільнитися радіація; Westinghouse спростував цю претензію. У вересні 2011 року NRC завершив загальну перевірку сертифікації проєкту для зміненого AP1000.
У травні 2011 року регулятори уряду США виявили додаткові проблеми з конструкцією корпусу щита нових реакторів. Голова Комісії ядерного регулювання сказав, що: розрахунки, надані Westinghouse щодо конструкції будівлі, виявилися помилковими та «привели до додаткових питань»; компанія не використовувала діапазон можливих температур для розрахунку потенційних сейсмічних навантажень на захисну будівлю у разі, наприклад, землетрусу; і що комісія просила Westinghouse не лише виправити свої розрахунки, але й пояснити, чому вона взагалі подала недостовірну інформацію. У Westinghouse заявили, що предмети, які вимагає комісія, не були «важливими з точки зору безпеки».
У листопаді 2011 року Арнольд Ґундерсен опублікував наступний звіт від імені Наглядової групи AP1000, до якої входять «Друзі Землі» та «Матері проти радіації річки Теннессі». У звіті висвітлено шість проблем, що викликають велике занепокоєння, і нерозглянуті питання безпеки, які потребують негайного технічного розгляду NRC. У звіті зроблено висновок, що сертифікація AP1000 повинна бути відкладена до тих пір, поки не будуть вирішені початкові та поточні «питання щодо безпеки без відповіді», поставлені групою контролю AP1000.
У 2012 році Еллен Ванко з Союзу занепокоєних вчених заявила, що «Westinghouse AP1000 має слабший захист, менше резервування в системах безпеки та менше функцій безпеки, ніж нинішні реактори». У відповідь на занепокоєння пані Ванко автор кліматичної політики та інженер-ядерник у відставці Цві Дж. Дорон відповів, що безпека AP1000 підвищується меншою кількістю активних компонентів, а не скомпрометована, як припускає пані Ванко. На відміну від нині діючих реакторів, AP1000 розроблено з урахуванням концепції пасивної ядерної безпеки. У жовтні 2013 року Лі Юлун, колишній віце-президент Китайської національної ядерної корпорації (CNNC), висловив занепокоєння з приводу стандартів безпеки атомної електростанції третього покоління AP1000, яка будується в Саньмені та її будівництво відкладено через постійні зміни та, відповідно, неперевірений, дизайн. Посилаючись на відсутність історії експлуатації, він також поставив під сумнів твердження виробника про те, що реактор AP1000 «механічні мотопомпи первинної системи» були «безобслуговуваними» протягом 60 років, передбачуваного терміну служби реактора, і зазначив, що розширення з 600 до 1000 мегават ще не було комерційно доведено.

## Китайське доповнення проєкту
У 2008 і 2009 роках Westinghouse уклав угоди про співпрацю з Китайською державною корпорацією ядерних енергетичних технологій (SNPTC) та іншими інститутами для розробки більшого проєкту, CAP1400 потужністю 1400 МВт, з подальшим проєктом, можливо, 1700 МВт. Китай буде володіти патентними правами на ці великі конструкції. Експорт нових більших установок може бути можливим за співпраці з Westinghouse.
У вересні 2014 року китайський ядерний регулятор схвалив аналіз безпеки проєкту після 17-місячної перевірки. У травні 2015 року проєкт CAP1400 пройшов загальну перевірку безпеки реактора Міжнародного агентства з атомної енергії.
У грудні 2009 року було створено китайське спільне підприємство для будівництва початкової CAP1400 поблизу HTR-PM на атомній електростанції Шидаовань. У 2015 році розпочато підготовку майданчика, а затвердження очікувалося до кінця року. У березні 2017 року перший корпус реактора CAP1400 пройшов випробування тиском. Обладнання для CAP1400 виготовляється, а з 2020 року ведеться підготовка.
У лютому 2019 року Шанхайський науково-дослідний та проєктний інститут ядерної інженерії оголосив, що розпочав процес концептуального проєктування CAP1700.

## Плани будівництва або потенційні оператори

### Китай

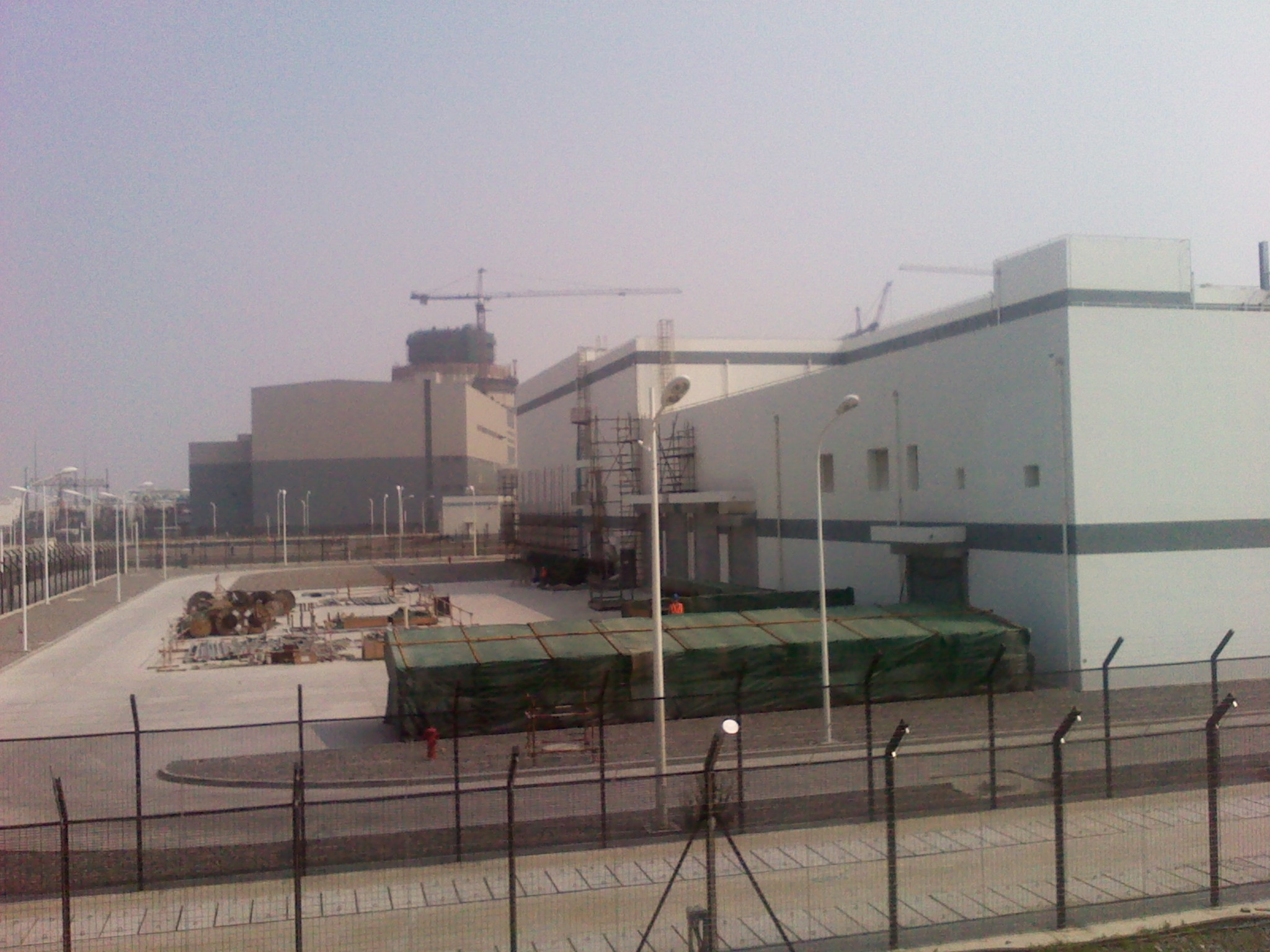
Атомна електростанція Саньмень, перша в світі AP1000, була введена в експлуатацію в 2018 році.

Чотири реактори AP1000 були побудовані в Китаї на атомній електростанції Саньмень у Чжецзяні та на атомній електростанції Хайян у Шаньдуні. Агрегати Саньмень 1 і 2 AP1000 були підключені до мережі 2 липня 2018 року та 24 серпня 2018 року відповідно.
Хайян 1 почав комерційну експлуатацію 22 жовтня 2018 року, Хайян 2 9 січня 2019 р.
У 2014 році China First Heavy Industries виготовила перший внутрішній корпус реактора AP1000 для другого блоку AP1000 атомної електростанції Саньмень.
Перші чотири AP1000, які будуть побудовані, призначені для попереднього перегляду конструкції без посиленої захисної конструкції для забезпечення покращеного захисту від падіння літака.
Китай офіційно прийняв AP1000 як стандарт для внутрішніх ядерних проєктів. Але після банкрутства Westinghouse у 2017 році, у 2019 році компанія вирішила побудувати на Чжанчжоу Hualong One свого виробництва замість AP1000.
Тим не менш, станом на 2021 рік було виконано підготовку майданчика для Хайян, Луфен, Саньмень і Сюдабао для будівництва додаткових восьми AP1000. Але потім проєкти ледве не зупинилися, оскільки будівництво всіх блоків AP1000 значно сповільнилося.

На майданчику Сюдабао будівництво 2 ВВЕР-1200 було розпочато в 2021 році, тоді як блоки AP1000 все ще призупинені.

20 квітня 2022 року будівництво Хайян 3 і 4 і Саньмень 3 & 4 було схвалено Державною радою. Але на заводі в Луфені спочатку буде побудовано 2 Hualong One замість блоків AP1000, які вже були схвалені Національною комісією розвитку та реформ.
14 вересня 2022 року Держрада схвалила будівництво Ляньцзян 1 і 2.

### Туреччина
У жовтні 2015 року було оголошено, що технологія для атомної електростанції Іґнеада в Туреччині надійде від американської фірми Westinghouse Electric Company у вигляді двох AP1000 і двох CAP1400.

### Сполучені Штати
Два реактори будуються на АЕС Воґтль у штаті Джорджія (Реактори 3 і 4).
У Південній Кароліні два блоки будували на АЕС Вірджил Саммер (Реавтори 2 і 3).
Проєкт було припинено в липні 2017 року, через 4 роки після його початку, через нещодавнє банкрутство Westinghouse, значну перевитрату коштів, значні затримки та інші проблеми. Основний акціонер проєкту (SCANA) спочатку виступав за план відмовитися від розробки Блоку 3, але завершення будівництва Блоку 2. План залежав від схвалення міноритарного акціонера (Санті Купер). Рада Santee Cooper проголосувала за припинення будь-якого будівництва, що призвело до припинення всього проєкту.
Усі чотири реактори були ідентичними, і два проєкти виконувалися паралельно, причому перші два реактори (Воґтль 3 і Саммер 2) планувалося ввести в експлуатацію в 2019 році, а решта два (Воґтль 4 і Саммер 3) — у 2020 році. Після того як 29 березня 2017 року Westinghouse подала заяву про банкрутство, будівництво застопорилося.
9 квітня 2008 року Georgia Power Company уклала контрактну угоду з Westinghouse and Shaw щодо двох реакторів AP1000, які будуть побудовані у Воґтль. Цей контракт є першою угодою щодо нових ядерних розробок після аварії на Три-Майл-Айленд у 1979 році. Запит на ліцензію для ділянки Воґтль базується на редакції 18 дизайну AP1000. 16 лютого 2010 року президент Обама оголосив про надання федеральних кредитних гарантій у розмірі 8,33 мільярда доларів США для будівництва двох блоків AP1000 на станції Воґтль. Очікується, що вартість будівництва двох реакторів становитиме 14 мільярдів доларів. Georgia Power, якій належить 45,7 % Воґтль, перенесла заплановані дати введення в експлуатацію на період між четвертим кварталом 2022 року та першим кварталом 2023 року для блоку 3 та між третім і четвертим кварталами 2023 року для блоку 4.
Екологічні групи, які виступають проти ліцензування двох нових реакторів AP1000, які будуть побудовані у Воґтль, у квітні 2011 року подали нову петицію з проханням до комісії з ядерного регулювання призупинити процес ліцензування, доки не стане відомо більше про розвиток аварії на АЕС Фукусіма I. У лютому 2012 року дев'ять екологічних груп подали колективний протест проти сертифікації конструкції реактора Воґтль, а в березні вони подали оскарження ліцензії Воґтль. У травні 2013 року Апеляційний суд США виніс рішення на користь Комісії ядерного регулювання (NRC).
У лютому 2012 року Комісія ядерного регулювання США схвалила два запропоновані реактори на станції Воґтль.
Для В. Саммер у жовтні 2014 року було оголошено про затримку щонайменше на один рік і додаткові витрати в розмірі 1,2 мільярда доларів США, в основному через затримки виготовлення. Очікувалося, що блок 2 буде в основному завершений наприкінці 2018 або на початку 2019 року, а блок 3 приблизно через рік.
У жовтні 2013 року міністр енергетики США Ернест Моніз оголосив, що Китай повинен був постачати компоненти для американських атомних електростанцій, що будуються, у рамках двосторонньої угоди про співпрацю між двома країнами. Оскільки китайська Державна ядерно-енергетична технологічна корпорація (SNPTC) придбала технологію Westinghouses AP1000 у 2006 році, вона розробила виробничий ланцюжок поставок, здатний забезпечити міжнародні енергетичні проєкти. Галузеві аналітики підкреслили низку проблем, з якими зіткнувся розвиток Китаю на ядерному ринку, включаючи триваючі прогалини в ланцюжку поставок у поєднанні з побоюваннями Заходу щодо політичного втручання та недосвідченості Китаю в економіці атомної енергетики.
31 липня 2017 року, після детального аналізу вартості будівництва енергоблоків 2 і 3, компанія South Carolina Electric and Gas вирішила зупинити будівництво реакторів на VC Summer і подасть петицію про схвалення залишення до Комісії з питань державної служби Південна Кароліна.

### Україна
31 серпня 2021 року голова ДП "НАЕК «Енергоатом» Петро Котін і президент і головний виконавчий директор Westinghouse Патрік Фрагман підписали меморандум про співпрацю щодо будівництва реакторів Westinghouse AP1000 в Україні. Договір підписано 22 листопада 2021 року.
Меморандум і контракт між двома компаніями стосуються добудови 4-го блоку Хмельницької АЕС з АР1000, а також ще чотирьох енергоблоків інших АЕС в Україні.

### Польща
Польща планує побудувати три реактори AP1000 у Хочево поблизу Балтійського моря.

## Невдалі або ризиковані заявки

### Індія
У червні 2016 року США та Індія домовилися побудувати шість реакторів AP1000 в Індії в рамках цивільної ядерної угоди, підписаної обома країнами. Материнська компанія Westinghouse Toshiba у 2017 році вирішила відмовитися від будівництва атомних електростанцій через фінансові труднощі, що залишило запропоновану угоду під сумнівом. Очікувалося, що під час візиту президента США Дональда Трампа до Індії в лютому 2020 року Westinghouse підпише нову угоду з державною корпорацією ядерної енергії Індії на постачання шести ядерних реакторів. Однак через розбіжності щодо відповідальності та планування цього не відбулося.

### Велика Британія
У грудні 2013 року Toshiba через свою дочірню компанію Westinghouse придбала 60 % акцій NuGeneration з наміром побудувати три AP1000 на АЕС Мурсайд поблизу ядерної переробної площадки Селлафілд у Камбрії, Англія, з орієнтовною датою першого запуску у 2024 році.
28 березня 2017 року Офіс ядерного регулювання (ONR, Великобританія) видав підтвердження про прийняття проєкту для конструкції AP1000, вказавши, що 51 проблема, виявлена в 2011 році, отримала адекватну відповідь. Однак наступного дня компанія-розробник Westinghouse подала заяву про банкрутство Глава 11 у США через збитки в розмірі 9 мільярдів доларів від проєктів будівництва ядерних реакторів, переважно будівництва чотирьох реакторів AP1000 у США. У 2018 році після невдалої спроби продати NuGeneration Toshiba вирішила ліквідувати компанію та відмовитися від проєкту.

## Використання
У березні 2019 року на АЕС Саньмень блок №2 було зупинено через дефект насосу теплоносія реактора. Замінний насос був відправлений із США компанією Curtiss-Wright. Раніше були проблеми з цими насосами, кілька насосів повернуто з Китаю. Насоси є найбільшими герметичними насосами, які використовуються в ядерному реакторі. Westinghouse і Curtiss-Wright перебувають у фінансовій суперечці щодо відповідальності за витрати, пов'язані з затримкою доставки насосів.